# CAST-256
CAST-256 ist eine 1998 publizierte Blockchiffre. Sie stellt eine Erweiterung und Verbesserung der Blockchiffre CAST-128 dar. Beide basieren auf den Designmethoden von „CAST“, welche von Carlisle Adams and Stafford Tavares entwickelt wurden. CAST-256 ist in dem RFC 2612 spezifiziert.
CAST-256 war im Auswahlverfahren um den Advanced Encryption Standard (AES) und weist gegenüber dem Sieger Rijndael in Implementierungen sowohl in Hardware als auch in Software einen geringeren Datendurchsatz auf. CAST-256 war selbst nicht unter den Finalisten.
CAST-256 ist wie CAST-128 eine Feistelchiffre und verwendet die gleiche Rundenfunktion, bei der unter anderem vier S-Boxen eingesetzt werden. Es weist aber eine andere Blockgröße von vier Wörtern zu je 32 Bit und eine Rundenanzahl von 48 auf. In jeder Runde wird aus einem Datenwort und 37 Schlüsselbits ein weiteres Wort berechnet, das mit einem anderen Datenwort XOR-verknüpft wird. Gültige Schlüssellängen sind 128, 160, 192, 224 oder 256 Bits. Laut RFC 2612 kann CAST-256 weltweit kosten- und lizenzfrei in allen kommerziellen und nicht-kommerziellen Anwendungen eingesetzt werden.